# Amanojaku (chanson)
Singles de S/mileage
Asu wa Date na no ni, Ima Sugu Koe ga Kikitai
(2009)
 Amanojaku  (ぁまのじゃく, ou aMa no Jaku) est le premier single dit "indie" du groupe de J-pop S/mileage.

## Présentation
Le single, écrit, composé et produit par Tsunku, sort le 7 juin 2009 au Japon sur le label Good Factory Record de TNX. Il ne contient qu'un titre et sa version instrumentale, et n'est disponible qu'en distribution limitée, vendu en ligne et dans quelques boutiques. Le single sort aussi au format "Single V" (vidéo DVD contenant le clip vidéo) cinq semaines plus tard, le 19 juillet 2009. La chanson-titre figurera d'abord sur la compilation de fin d'année du Hello! Project Petit Best 10, puis sur le premier album du groupe, Warugaki 1 qui sortira un an plus tard ; elle figurera aussi sur la compilation de 2015 S/mileage / Angerme Selection Album "Taiki Bansei".

## Formation
Membres du groupe créditées sur le single :
- Ayaka Wada
- Yūka Maeda
- Kanon Fukuda
- Saki Ogawa

## Titres
Single CD
1. Amanojaku  (ぁまのじゃく?)
2. Amanojaku (instrumental)  (ぁまのじゃく...?)

Single V (DVD)
1. Amanojaku  (ぁまのじゃく?) (clip vidéo)
2. Making Eizô  (メイキング映像?) (making of)